# Lockheed TriStar (RAF)
El Lockheed TriStar es un avión de transporte y avión cisterna para reabastecimiento en vuelo en servicio con la Royal Air Force (RAF) británica. Todos los ejemplares fueron convertidos a partir de aviones civiles de línea Lockheed L-1011-500 TriStar.

## Variantes

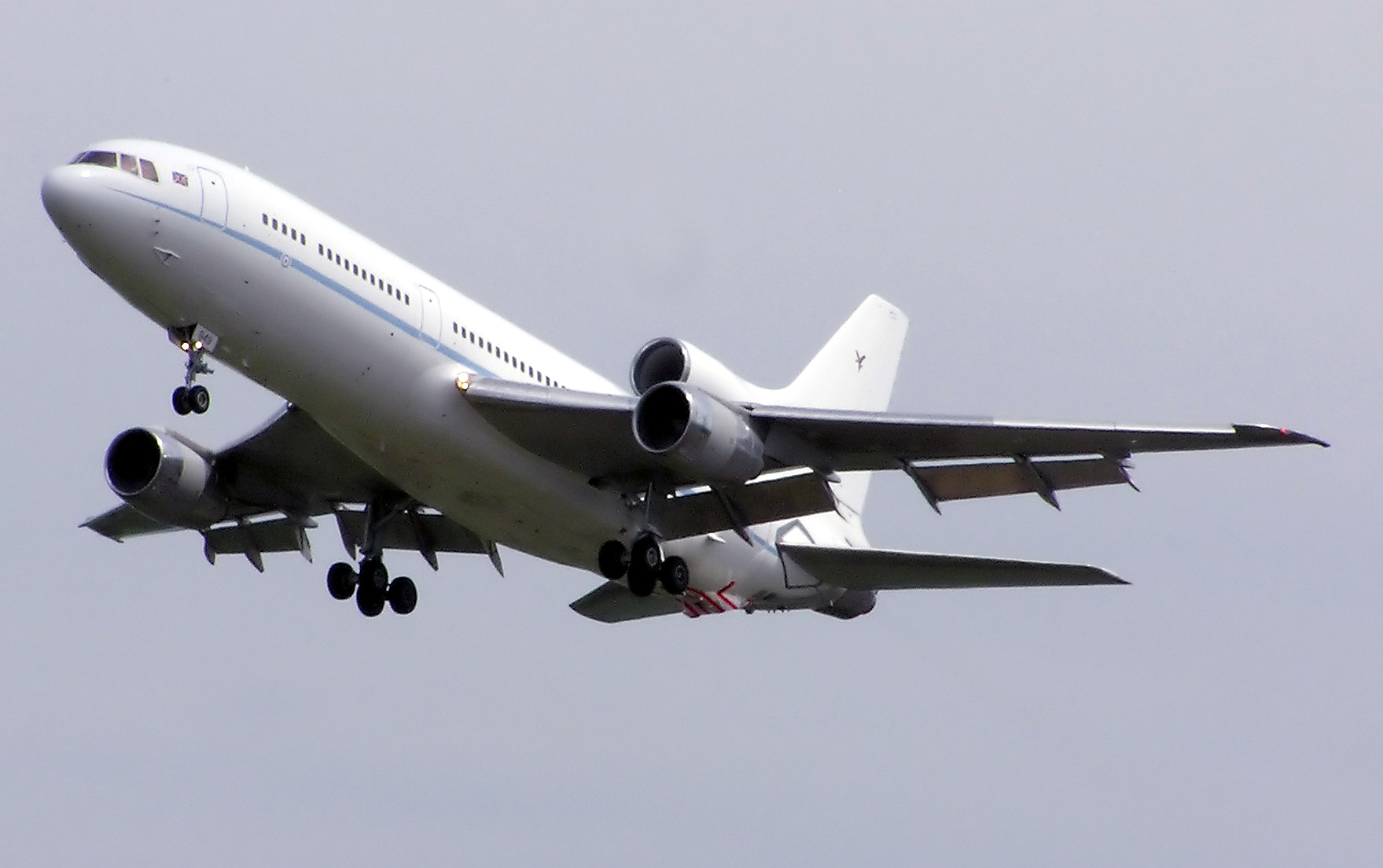
TriStar de la RAF en 2005. Los dos puntos de reabastecimiento en la zona inferior trasera del fuselaje están pintados con franjas rojas.

TriStar K1
Conversión de aviones TriStar 500 procedentes de British Airways en aviones cisterna para tareas de reabastecimiento de combustible y transporte de pasajeros (no provistos de puerta de carga). 2 aviones.
TriStar KC1
Conversión de aviones TriStar 500 procedentes de British Airways en aviones cisterna para tareas de reabastecimiento de combustible, transporte de carga y de pasajeros. 4 aviones.
TriStar C1
Aviones TriStar 500 de British Airways utilizados como aviones de transporte de pasajeros antes de la conversión aviones cisterna.
TriStar C2
Aviones Tristar 500 procedentes de Pan Am utilizados como aviones de transporte de pasajeros. 2 aviones.
TriStar C2A
1 avión TriStar 500 procedente de Pan Am utilizado como el C2 pero con distinta aviónica.

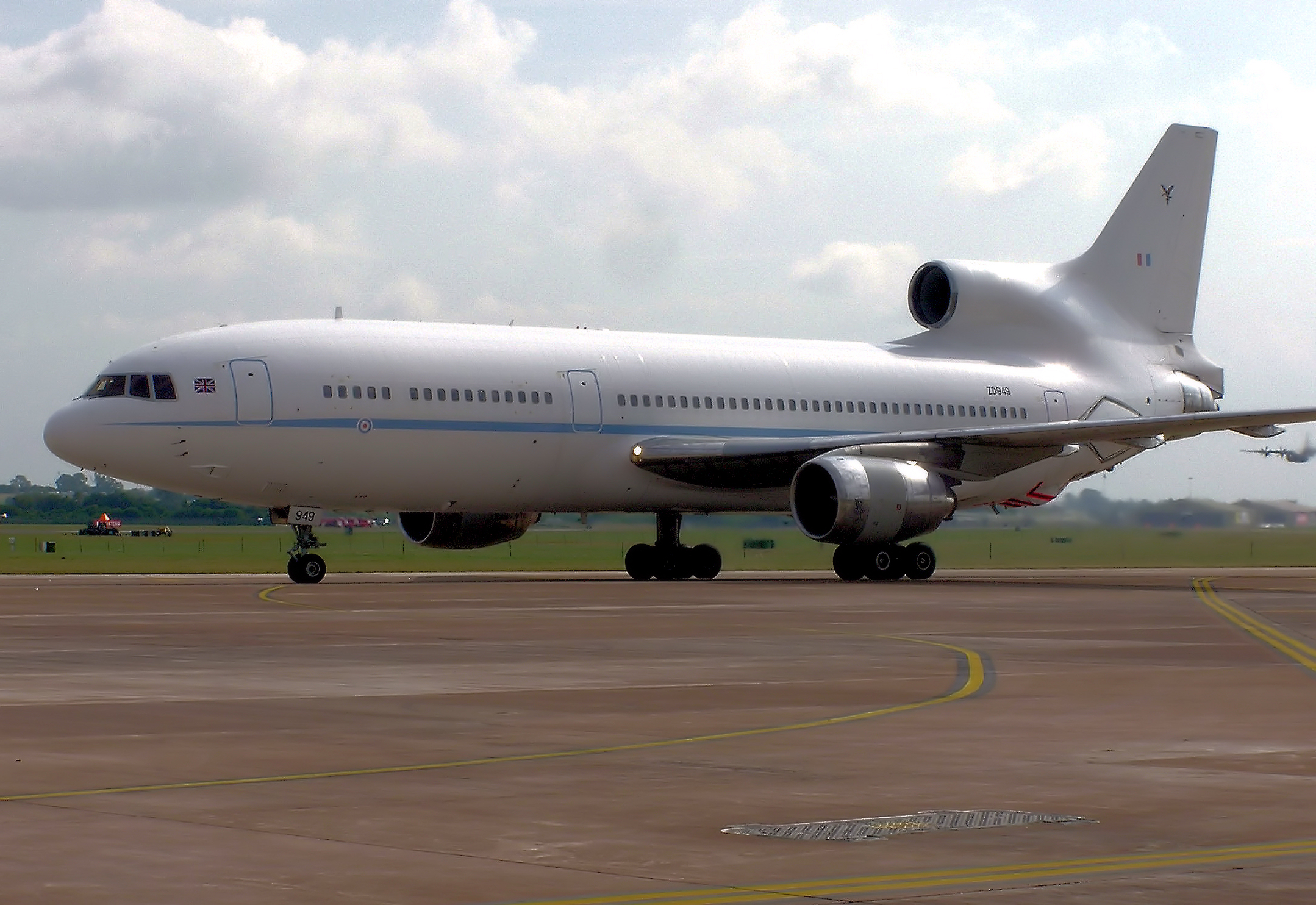
TriStar K1 en el Royal International Air Tattoo, Fairford, en 2005.
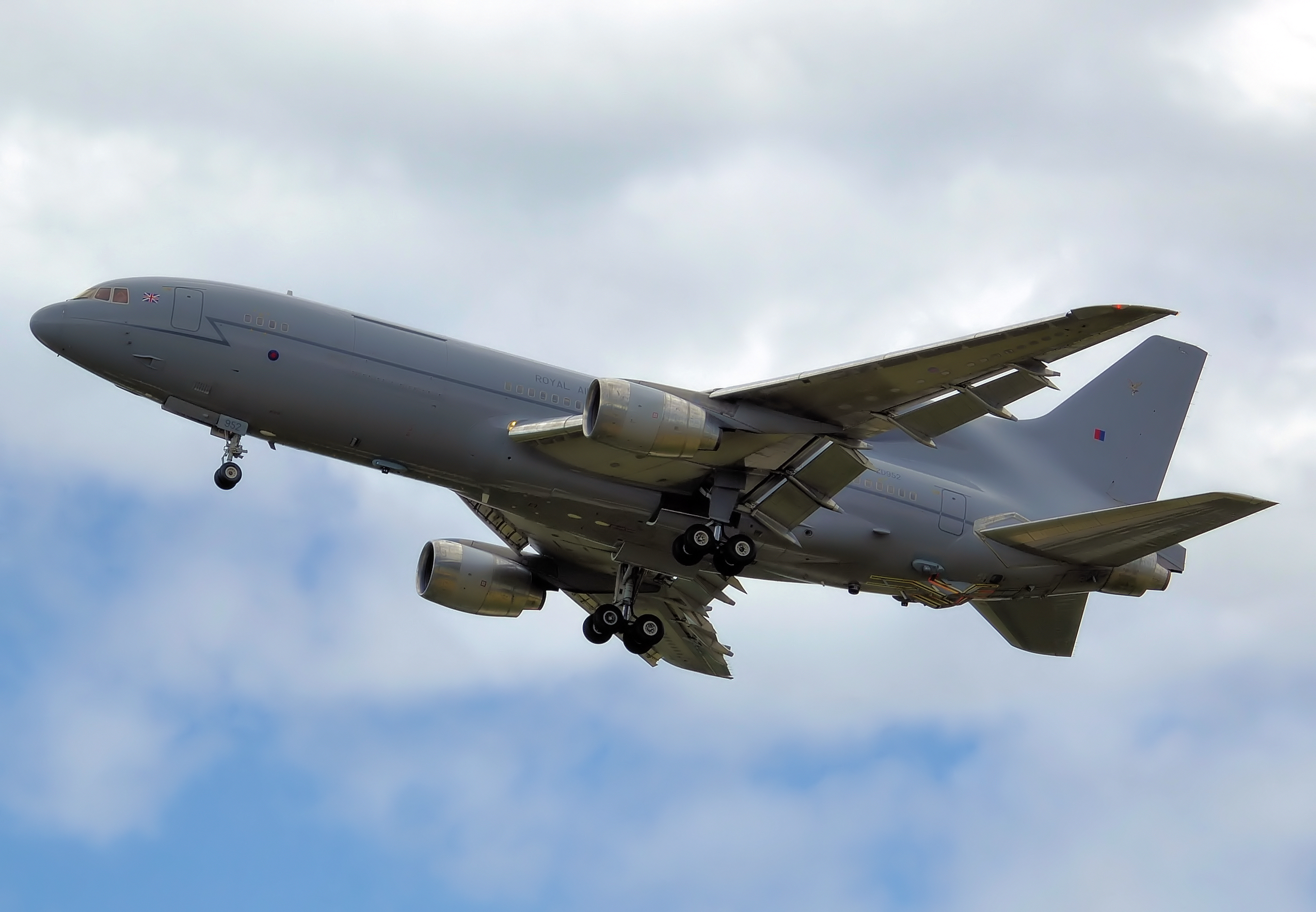
TriStar KC1 en 2008.

## Operadores
Reino Unido
- Royal Air Force
  - No. 216 Squadron RAF

## Especificaciones (TriStar K1)
Referencia datos: The International Directory of Military Aircraft, RAF Tristar page Airliners.net

### Características generales
- Tripulación: 3
- Capacidad: 

  - Pasajeros: 187 (250 en la variante C)
  - Combustible: 136.080 kg
- Longitud: 50,05 m
- Envergadura: 50,09 m
- Altura: 16,87 m
- Superficie alar: 329 m²
- Peso vacío: 105.165 kg
- Peso máximo al despegue: 245.000 kg
- Planta motriz: 3× turbofán Rolls-Royce RB211-524B.
  - Empuje normal: 222,4 kN 50.000 lbf de empuje cada uno.

### Rendimiento
- Velocidad máxima operativa (Vno): Mach 0,9
- Velocidad crucero (Vc): 894 km/h (Mach 0,83)
- Alcance: 7.785 km con carga máxima de pasejeros
- Techo de vuelo: 13 000 m
- Régimen de ascenso: 14,3 m/s

### Desarrollos relacionados
- Lockheed L-1011

### Aeronaves similares
- Boeing KC-767
- Vickers VC-10
- McDonnell Douglas KC-10 Extender
- Airbus A330 MRTT